# 253 км (зупинний пункт, Південна залізниця)
253 кіломе́тр — пасажирський залізничний зупинний пункт Полтавської дирекції Південної залізниці на електрифікованій лінії Полтава-Південна — Кременчук між станціями Потоки (10 км) та Кременчук (6 км). Розташований на східній околиці міста Кременчука, в Автозаводському районі (місцевість Млинки-Лашки) Полтавської області.

## Пасажирське сполучення
На платформі 253 км зупиняються приміські електропоїзди сполученням Полтава — Кременчук.